# Les Cavernes d'acier
 (mai 2023).
Les Cavernes d'acier (titre original : The Caves of Steel) est un roman d'Isaac Asimov publié en 1954. L'ouvrage fait partie du Cycle des robots, à la suite des deux recueils de nouvelles Les Robots et Un défilé de robots.

## Résumé
L'inspecteur de police Elijah Baley est désigné pour mener une enquête très spéciale. Un Spacien vient en effet d'être assassiné et on suspecte un Terrien d'être coupable du meurtre. Baley doit rapidement résoudre cette affaire qui risque de compromettre la fragile paix entre Terriens et Spaciens et sera pour cela aidé d'un robot humanoïde et évoluera sur fond d'émeutes anti-robots.

## Le monde
Dans Les Cavernes d'acier, Isaac Asimov décrit un monde futuriste situé plusieurs milliers d’années dans le futur où les humains de la Terre se sont enfermés dans des villes souterraines, craignant l'air extérieur et la lumière naturelle. Les cultures humaines ont disparu avec le temps et tout le monde parle la même langue, et vit selon le même modèle social quelle que soit sa ville de résidence. Le communisme règne en maître[réf. nécessaire], la position sociale étant déterminée par le rang assigné à chacun en fonction de son comportement et la qualité de son travail. Ce rang détermine avec précision ce à quoi la personne a droit. Parmi ces avantages, il y a la taille et la position géographique de l’appartement, ses aménagements intérieurs, la qualité et la variété du régime alimentaire, le confort dans les transports, etc. Les gens se restaurent en grande majorité dans d’immenses restaurants communautaires, chacun pouvant choisir son menu selon ses droits. La nourriture consiste généralement en levures de culture génétiquement sélectionnées pour mimer des aliments naturels ; elles sont cultivées dans des secteurs recouvrant d’immenses surfaces et réservées à cet usage. Les aliments naturels existent également mais sont considérés comme une denrée de luxe, réservée aux rangs supérieurs. Ceux-ci sont produits à l’extérieur, milieu par définition réservé aux robots. Les déplacements s'effectuent en majorité grâce à un réseau complexe de tapis roulants haute vitesse que les gens apprennent à utiliser dès leur plus jeune âge. Pour ce qui est de l’hygiène, un autre système communautaire existe : les toilettes, où chaque personne a son local personnel. Il y a les toilettes pour les hommes – auxquelles est attaché un véritable tabou : la règle y est en effet d’ignorer totalement la présence des autres, cela en toutes circonstances – et les toilettes pour les femmes – qui, au contraire sont un espace social. Si les gens craignent l’air libre, certains regrettent les anciens temps où les choses étaient différentes ; ces rêveurs réactionnaires sont nommés « médiévalistes », du nom de l’époque médiévale qui, dans ce monde, désigne toute l’époque qui a précédé les villes souterraines.
Après une guerre perdue contre les Spaciens, les descendants des premiers humains qui ont colonisé l'espace, la Terre est placée sous étroite surveillance par les Spaciens (les causes de cette situation sont expliquées dans la nouvelle La Mère des mondes). Les Spaciens ne sont présents sur Terre que dans une petite cité à la lisière de New York. Ils ne la quittent jamais et empêchent au maximum aux Terriens d’y pénétrer (à plus forte raison, ils leur interdisent de rallier leurs planètes). En effet, ces derniers sont naturellement porteurs de nombreux agents pathogènes contre lesquels les Spaciens n’ont aucune défense. Ces précautions mêlées à une certaine morgue les fait passer pour prétentieux auprès des Terriens. De plus, pour des raisons qu’ils ne dévoilent pas publiquement, ils cherchent à imposer aux Terriens l’utilisation des robots dans nombre de nouveaux usages, les robots formant une composante essentielle de la civilisation spacienne alors qu’ils sont traditionnellement cantonnés à l’extérieur sur Terre. Mais d’une part, le Terrien a une peur instinctive du robot, et d’autre part les robots ainsi débarqués sur Terre font perdre leur emploi à nombre de personnes. Tout cela a causé l’émergence d’une haine à l’encontre des robots et des Spaciens, résultant en émeutes ponctuelles contre les robots.

## La peur du robot[style à revoir]
Dans ce livre, comme dans certaines de ses autres œuvres appartenant au cycle des robots, Isaac Asimov nous décrit une peur des robots quasi mystique. Des scènes d'émeute, de destruction de robots jalonnent le récit. 
L'effet perturbateur pour la population des avancées technologiques et des changements économiques sociétaux, et d'autres facteurs (religion, antagonismes entre Terriens et Spaciens...) permettent d'expliquer cette fureur anti-robots.
Les échanges entre Elijah Baley, enquêteur humain et R. Daneel Olivaw, un robot humanoïde très sophistiqué, permettent de mieux comprendre cette peur que ressentent les hommes de la Terre envers ces êtres qu'ils ont pourtant créés.

## En français
- Les Villes d'acier (1ère partie), Galaxie n° 6, mai 1954, p. 12-65, traducteur non mentionné, illustré par Ed EMSH
- Les Villes d'acier (2ème partie), Galaxie n° 7, mai 1954, p. 89-127, traducteur non mentionné, illustré par Ed EMSH
- Les Villes d'acier (3ème partie), Galaxie n° 8, mai 1954, p. 68-128, traducteur non mentionné, illustré par Ed EMSH
- Les Cavernes d'acier, Le Rayon fantastique n° 41, 1956, traduction de Jacques Brécard
- Les Cavernes d'acier, Club du livre d'anticipation n° 23, 1970, traduction de Jacques Brécard et André-Yves Richard, illustration de Raoul Albert
- Les Cavernes d'acier, J'ai lu n° 404, 1971, traduction de Jacques Brécard